# Mazda CX-3
Mazda CX-3 – samochód osobowy typu crossover klasy miejskiej produkowany pod japońską marką Mazda w latach 2014 – 2021.

## Historia i opis modelu

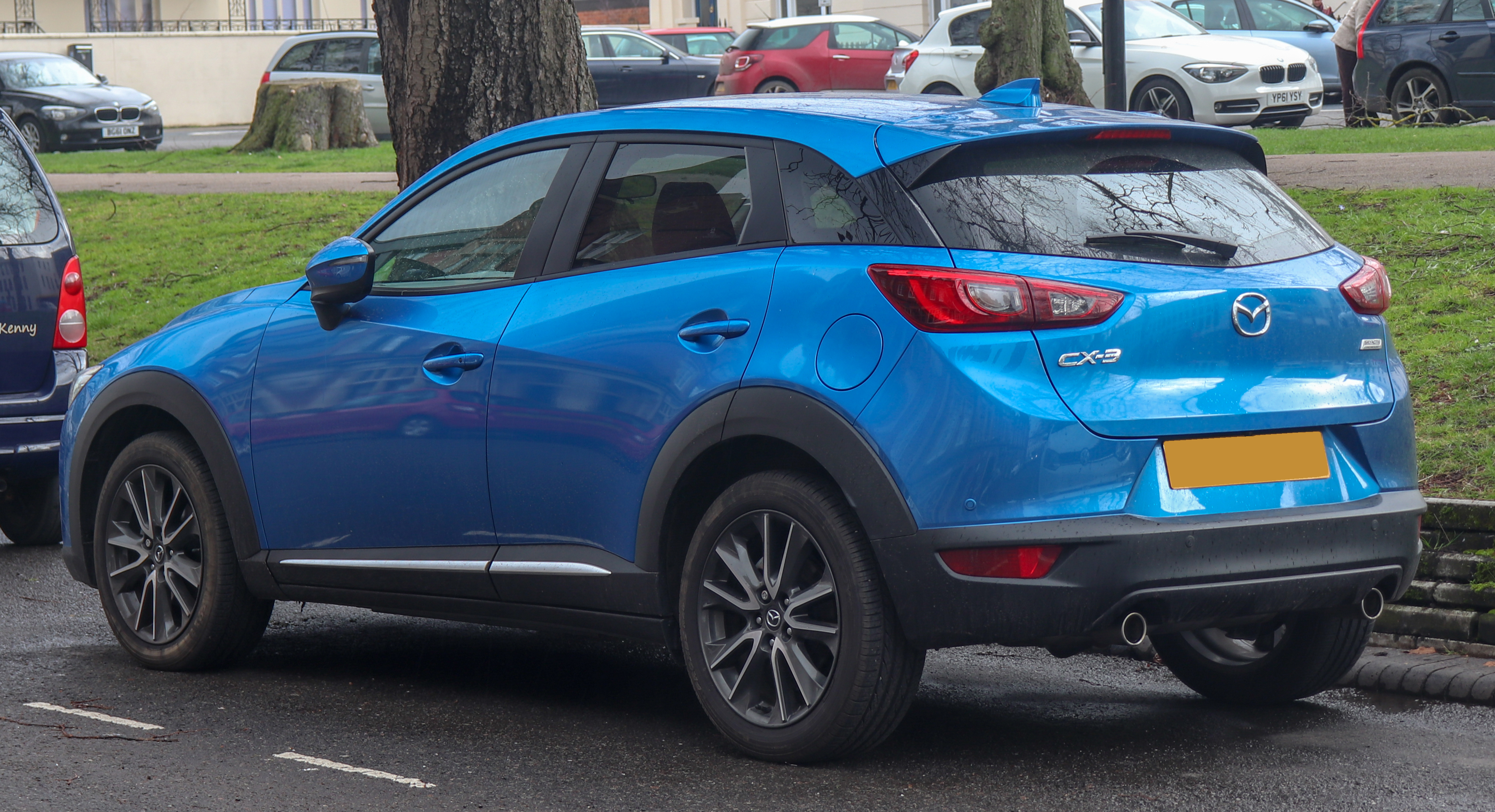
Mazda CX-3 - tył

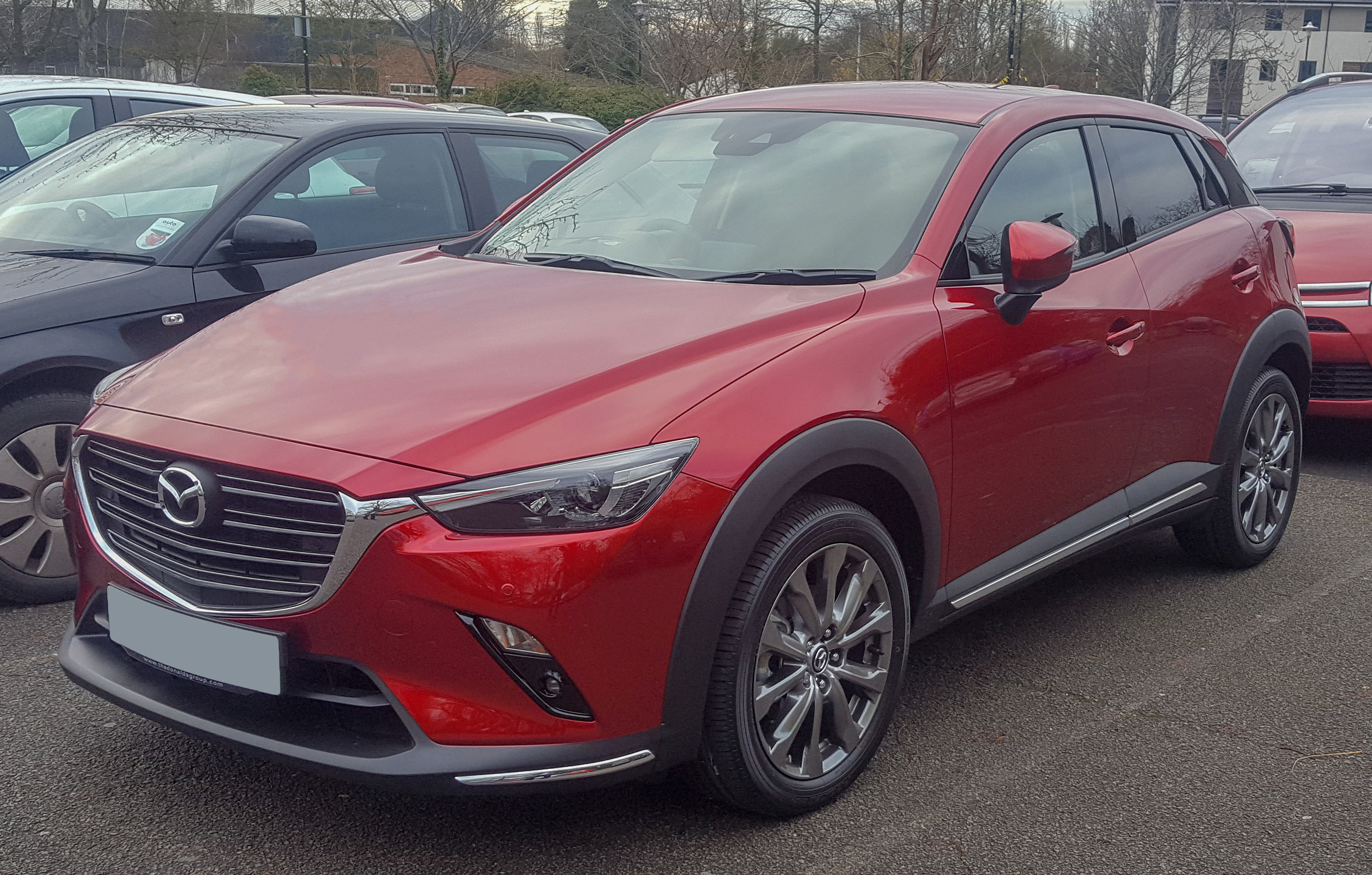
Mazda CX-3 po liftingu

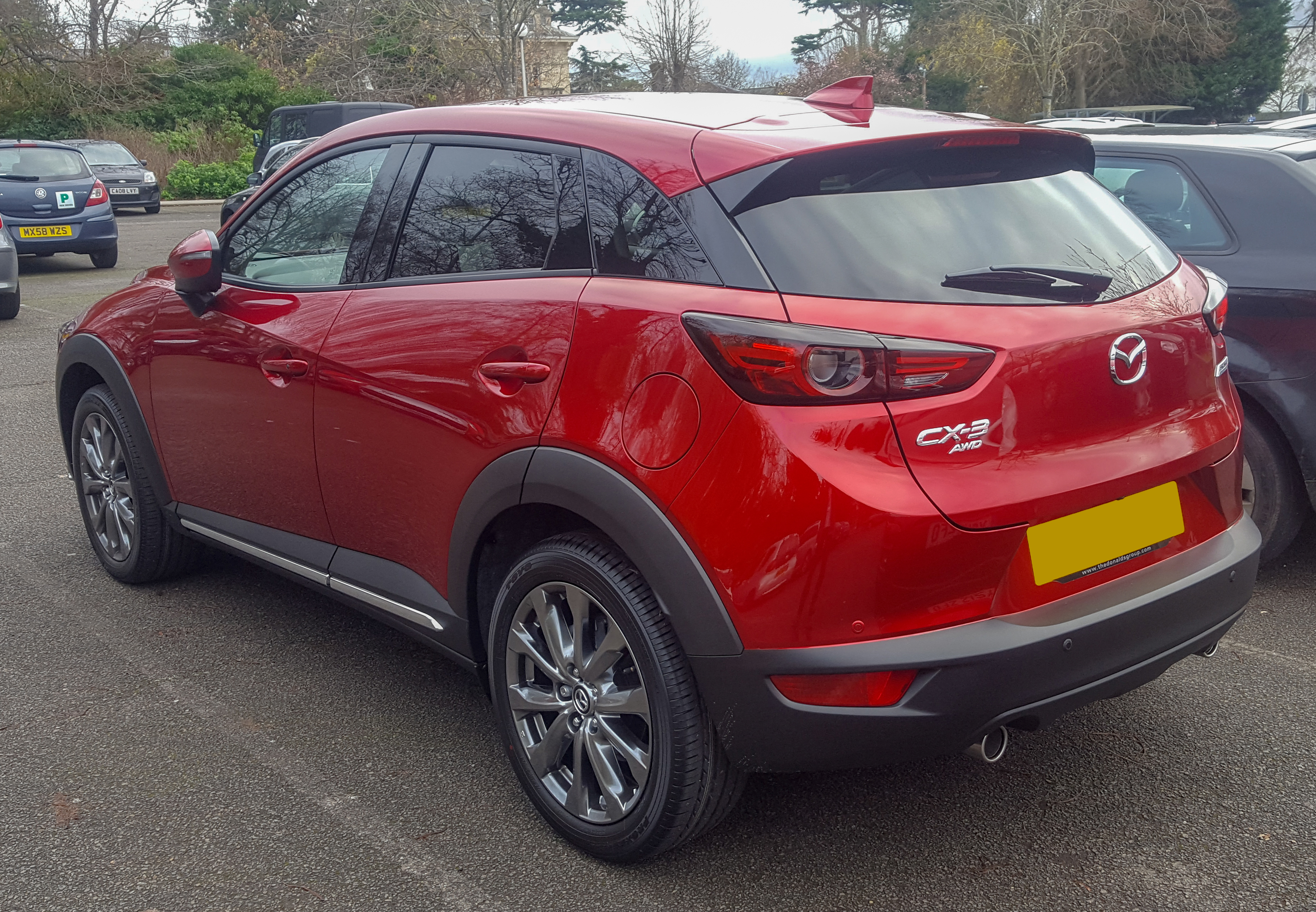
Mazda CX-3 - tył po liftingu

Samochód został po raz pierwszy zaprezentowany jako prototyp podczas targów motoryzacyjnych w Los Angeles w 2014 roku. Auto zostało zbudowane na bazie płyty podłogowej modelu 2. Podobnie jak inne obecnie produkowane modele koncernu, auto zaprojektowane zostało zgodnie z filozofią KODO. 

### Lifting
W 2018 roku Mazda CX-3 przeszła drobną modernizację, w ramach której dokonano stylistycznych zmian w pasie przednim auta (zmieniono między innymi wykończenie atrapy chłodnicy i wypełnienie reflektorów) oraz nadano nowy wzór tylnym światłom. Mazda dodatkowo do oferty wprowadziła nową jednostkę silnikową - wysokoprężny silnik o pojemności 1.8 l i mocy 115 KM. W ramach liftingu zmianie uległo także wypełnienie foteli oraz dodatnie podłokietników. Mazda tłumaczyła te zabiegi uwagami klientów.

### Sprzedaż
W 2016 roku sprzedano w Polsce 2541 egzemplarzy Mazdy CX3, dzięki czemu zajęła 48 lokatę wśród najchętniej wybieranych samochodach w kraju. Z powodu relatywnie niewielkiej popularności, samochód wycofano ze sprzedaży wiosną 2021 roku z rynku Ameryki Północnej, z kolei w październiku 2021 roku Mazda potwierdziła, że po 7 latach produkcji samochód zostanie z końcem roku wycofany z produkcji w skali globalnej bez przewidzianego bezpośredniego następcy.

### Wersje wyposażeniowe
- SkyGO
- SkyMotion
- SkyEnergy
- SkyPassion

Standardowe wyposażenie pojazdu obejmuje m.in. 4 poduszki powietrzne, system ABS i ESP, klimatyzację, 4-głośnikowy system audio z wejściem AUX i USB, światła do jazdy dziennej, elektryczne sterowanie szyb, elektryczne sterowanie lusterek, komputer pokładowy, system monitorowania ciśnienia w oponach, system wspomagający ruszanie na wzniesieniu oraz wielofunkcyjną kierownicę, a także system oświetlający drogę do domu. Wersja SkyMotion dodatkowo wyposażona została m.in. w klimatyzację automatyczną, tempomat, podgrzewane i składane lusterka zewnętrzne, radio CD, skórzaną kierownicę oraz gałkę zmiany biegów, system zmniejszający ryzyko kolizji przy niskich prędkościach oraz system multimedialny z 7-calowym ekranem dotykowym. Wersja SkyEnergy dodatkowo wyposażona została m.in. w czujniki cofania, deszczu oraz zmierzchu, a także podgrzewane przednie fotele, system ostrzegania przed niezamierzoną zmianą pasa ruchu, radio cyfrowe DAB, natomiast wersja SkyPassion w światła do jazdy dziennej oraz reflektory diodowe wykonane w technologii LED, wyświetlacz HUD, kamerę cofania, system bezkluczykowy oraz skórzaną tapicerkę.
W zależności od wersji wyposażeniowej samochód doposażyć można opcjonalnie m.in. w system automatycznego przełączania świateł drogowych na światła mijania (HBC), system monitorowania martwego pola, system monitorowania ruchu poprzecznego podczas cofania, diodowe światła przeciwmgłowe, system adaptacyjnego doświetlania zakrętów, aktywny tempomat oraz 7-głośnikowy system audio firmy Bose.

### Silniki
| Silnik                | Pojemność skokowa [cm³] | Typ silnika | Średnica x skok cylindra [mm] | Stopień sprężania | Moc maksymalna [KM] przy obr./min | Maks. moment obrotowy [Nm] przy obr./min | Przyspieszenie 0-100 km/h [s]                      | Prędkość maks. [km/h]                                                        |  |
| Silniki benzynowe:    |                         |             |                               |                   |                                   |                                          |                                                    |                                                                              |  |
| 2.0 SKYACTIV-G        | 1998                    | R4          | 83,5x91,2                     | 14,0:1            | 120 (88)/6000                     | 204/2800                                 | 9,0 automat: 9,9                                   | 192 automat: 187                                                             |  |
| 2.0 SKYACTIV-G        | 1998                    | R4          | 83,5x91,2                     | 14,0:1            | 150 (110)/6000                    | 204/2800                                 | 8,7 automat: 9,6                                   | 200 automat: 195                                                             |  |
| Silniki wysokoprężne: |                         |             |                               |                   |                                   |                                          |                                                    |                                                                              |  |
| 1.5 SKYACTIV-D        | 1499                    | R4          | 76,0x82,6                     | 14,8:1            | 105 (77)/4000                     | 270/1600-2500                            | 10,5 automat: 11,9                                 | 173                                                                          |  |
| 1,8 SKYACTIV-D        | 1759                    | R4          | 79,0x89,7                     | 14,8:1            | 115(85)/4000                      | 267/1600-2600                            | 9,9 FWD 10,5 AWD 11,0 FWD automat 11,5 AWD automat | man 6 biegowa FWD 184km/h AWD 181km/h aut. 6 biegowa FWD 183km/h AWD 179km/h |  |